# Ellen Brandt-Forster
Ellen Brandt-Forster, auch Ellen Forster-Brandt (* 11. Oktober 1866 in Wien; † 16. Juli 1921 in Baden bei Wien) war eine österreichische Opernsängerin (Sopran).

## Leben
Ellen Brandt-Forster studierte am Wiener Konservatorium und trat 1885 in Danzig erstmals auf. Von 1887 bis 1906 trat sie an der Wiener Oper auf. 1897 wurde sie Kammersängerin.
Sie galt als hervorragende Wagner-Interpretin, trat aber auch im Konzertsaal, besonders mit Hugo-Wolf-Liedern, erfolgreich auf.
Auf der Grammophon-Platte 43 239 ist sie mit der Cavatine der Agathe aus Dem Freischütz (III. Akt, 2. Szene) zu hören.